# آرنهم‌لند
آرنهم‌لند (به انگلیسی: Arnhem Land)یکی از پنج ناحیه واقع در ایالت قلمرو شمالی در استرالیا است که در شمالی‌ترین نقطه و بخشی از گوشه شرقی آن قرار دارد. مساحت این ناحیه در حدود ۹۷.۰۰۰ کیلومتر مربع است و جمعیتی در حدود ۱۶.۲۳۰ نفر دارد. این ناحیه در سال ۱۶۲۳ توسط متیو فلیندرز پس از آنکه توسط کشتی هلندی آرنهم به ساحل آن پا گذاشت نامگذاری شد.
آب و هوای این ناحیه عموما گرمسیری است و با بارندگی‌های موسمی همراه می باشد. نوسان درجه حرارت را به طور گسترده‌ای می توان در این ناحیه مشاهده کرد.